# Určice
Určice település Csehországban, a Prostějovi járásban. Určice Vranovice-Kelčice, Alojzov, Myslejovice, Výšovice, Seloutky, Dětkovice, Vincencov és Prostějov településekkel határos. Lakosainak száma 1399 fő (2024. január 1.).

## Népesség
A település lakosságának változását az alábbi diagram mutatja:
| Lakosok száma | 1136 | 1310 | 1398 | 1541 | 1368 | 1317 | 1371 | 1366 | 1314 | 1399 |
|               | 1869 | 1900 | 1921 | 1961 | 1980 | 2011 | 2016 | 2019 | 2021 | 2024 |